# Helenamonarch
De helenamonarch (Hypothymis helenae) is een zangvogel uit de familie Monarchidae (monarchen). Het is een voor uitsterven gevoelige, endemische vogelsoort in de Filipijnen.

## Verspreiding
De helenamonarch komt voor in de Filipijnen en telt drie ondersoorten:
- H. h. agusanae: Dinagat, Siargao en oostelijk Mindanao.
- H. h. helenae: Luzon, Polillo, Catanduanes en Samar.
- H. h. personata: Camiguin.

## Status
Er is weinig over deze vogel bekend maar aangenomen wordt dat hij zeldzaam is en dat de aantallen achteruitgaan door habitatverlies. Op de Rode lijst van de IUCN heeft deze soort daarom de status gevoelig.